# Прапор (стадион)
«Прапор» — футбольный стадион в Краматорске Донецкой области, домашняя арена футбольного клуба «Краматорск».

## Описание
Стадион имеет 5900 пластиковых сидений и 6000 мест в целом.

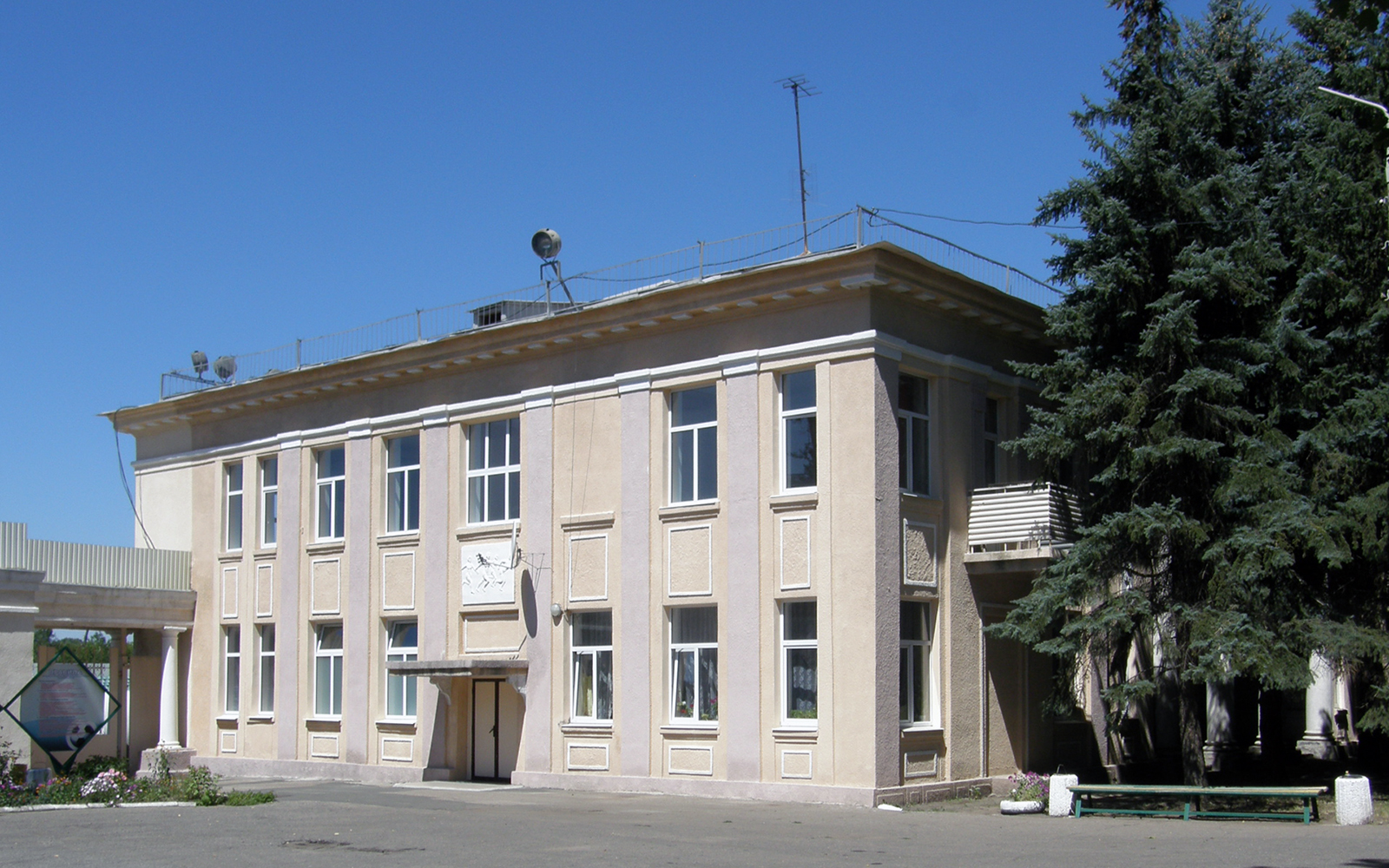
Здание стадиона

## История
Стадион построен в 1936 году под названием «Прапор». В 1968 году была проведена послевоенная реконструкция.
В 2008 году в связи с переездом на стадион местной команды «Авангард» руководство клуба начало реконструкцию. В 2011−2017 годах стадион носил название «Авангард». В сентябре 2017 года стадиону возвращено историческое название «Прапор».